# Eupromerella travassosi
Eupromerella travassosi là một loài bọ cánh cứng trong họ Cerambycidae.